# 西安高新技术产业开发区
西安高新技术产业开发区，简称西安高新区，位於中国陝西省省会西安市南郊，於1991年3月成立，是首批經国务院批准设立的国家级高新技术产业开发区之一。西安高新区规划面积107平方公里，扩区控制范围新增200平方公里。主要产业有电子信息、装备制造、生物医药、汽车产业等。 2017年成为中国（陕西）自由贸易试验区的一部分。

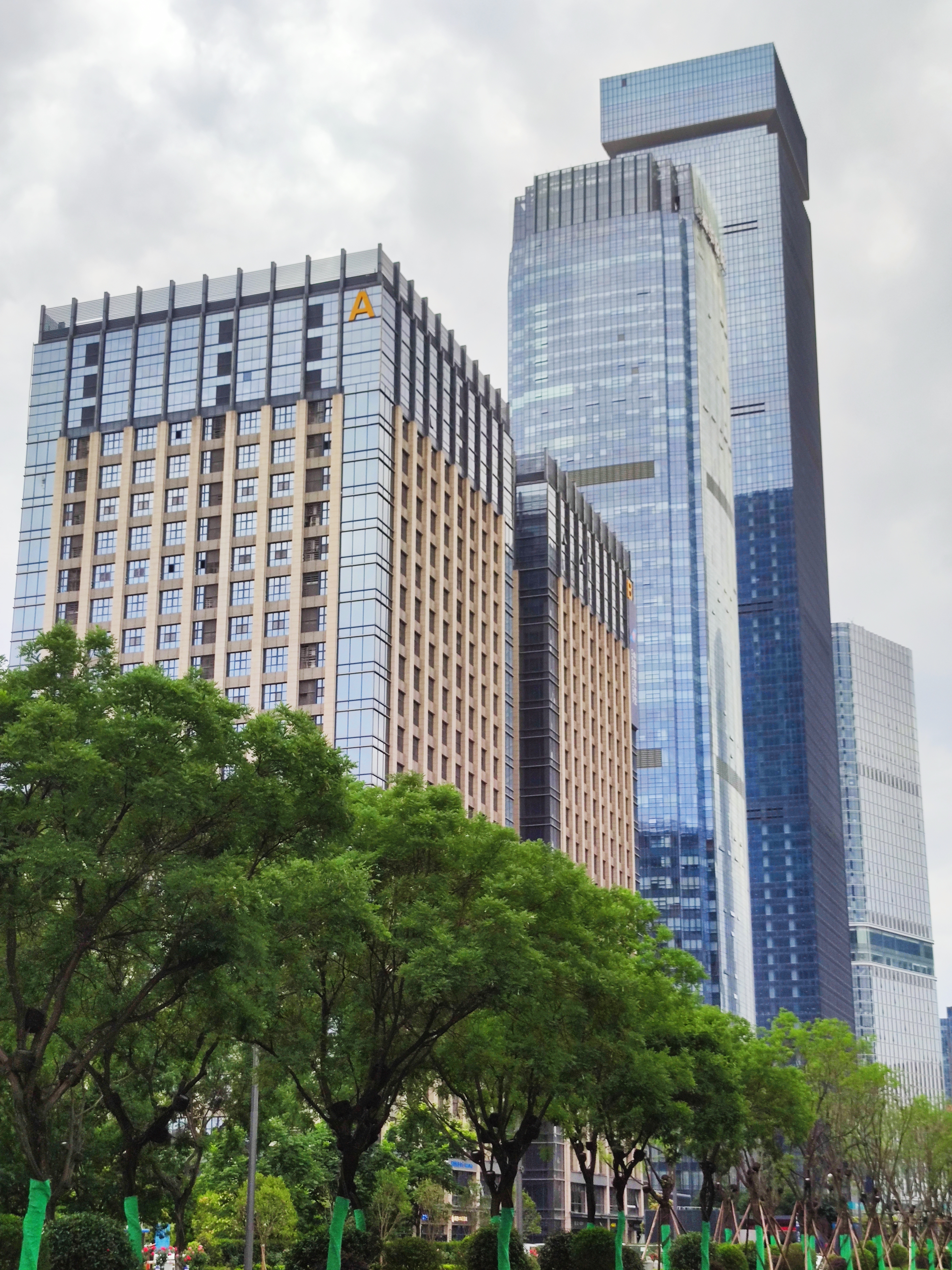
西安高新技術產業開發區

## 发展历程
- 1997年9月，经国务院批准，西安高新区率先加入了亚太经合组织（APEC）科技工业园区网络。[1]
- 2006年6月，被国家列为重点要建设成为世界一流科技园区的六个高新区之一。[1]
- 2011年11月，被国家科技部评为“国家科技服务体系试点园区”“军民融合通信创新型产业集群试点园区”[1]
- 2012年9月12日，改革開放34年來中國大陆最大宗的外商投資項目“三星电子”高端存储镜片专案正式在西安高新区开工，项目第一期投资高达70亿美元，该项目同時也是韓國對外最大投資項目。
- 2018年11月初，西安高新区管委会控股的千亿资产国企——西安高新控股有限公司，因人事变动引舆论关注。后续暴露出巨大的地方财政债务黑洞，引发外界担忧。

## 交通
西安高新区交通便利，道路四通八达，公交线路众多。在西安地铁的规划中，有多条地铁线经过西安高新区，如地铁三号线和六号线。

高新区收费站

### 高速公路

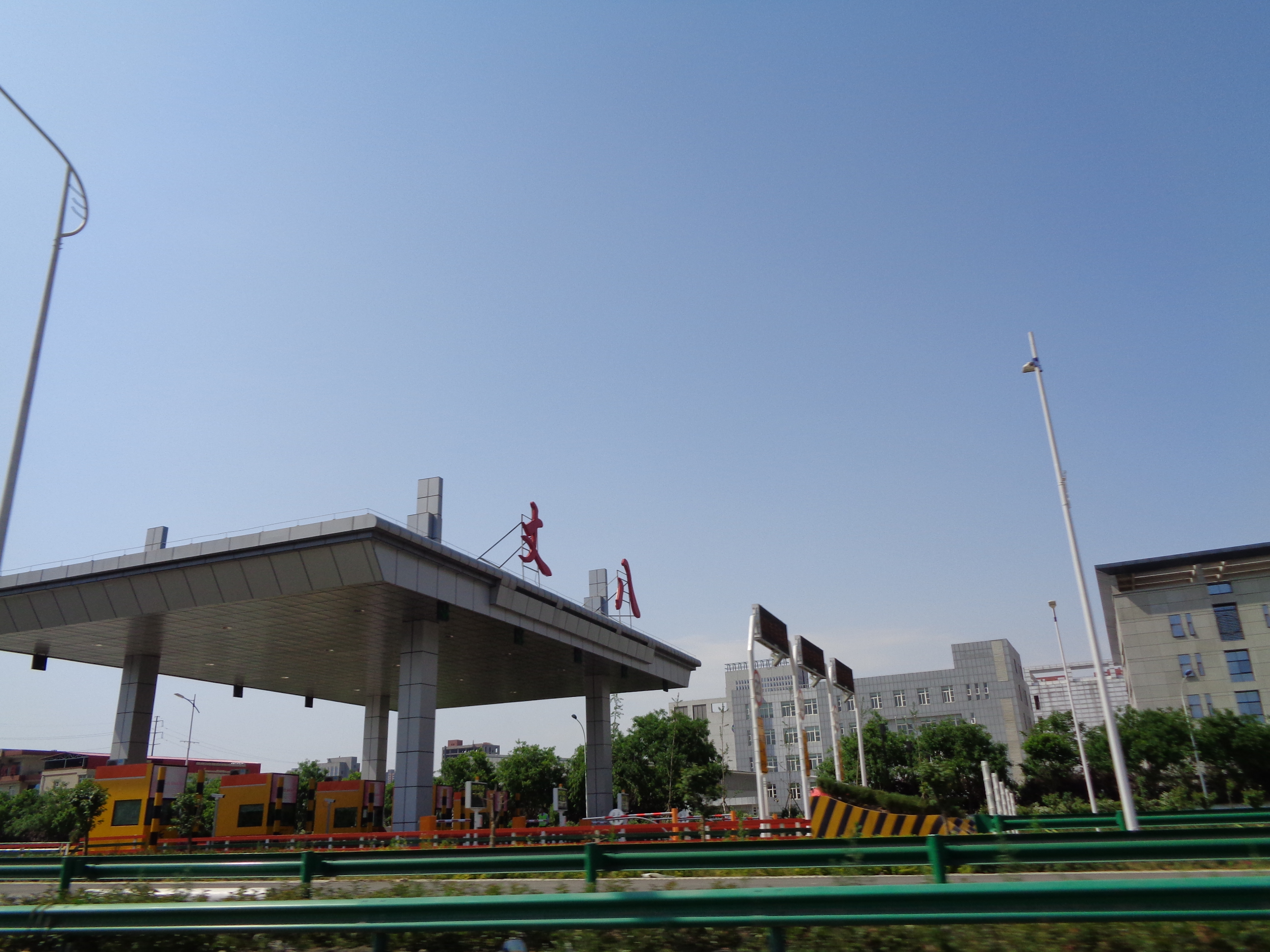
丈八收费站

西安高新区有西安绕城高速穿过，设高新区、丈八两个出入口，其中高新区出口与国道210相连。

### 道路
西安高新区内有多条主干道：锦业路、唐延路、科技路、高新路等，路面较为宽敞，行车比较方便。

## 图集

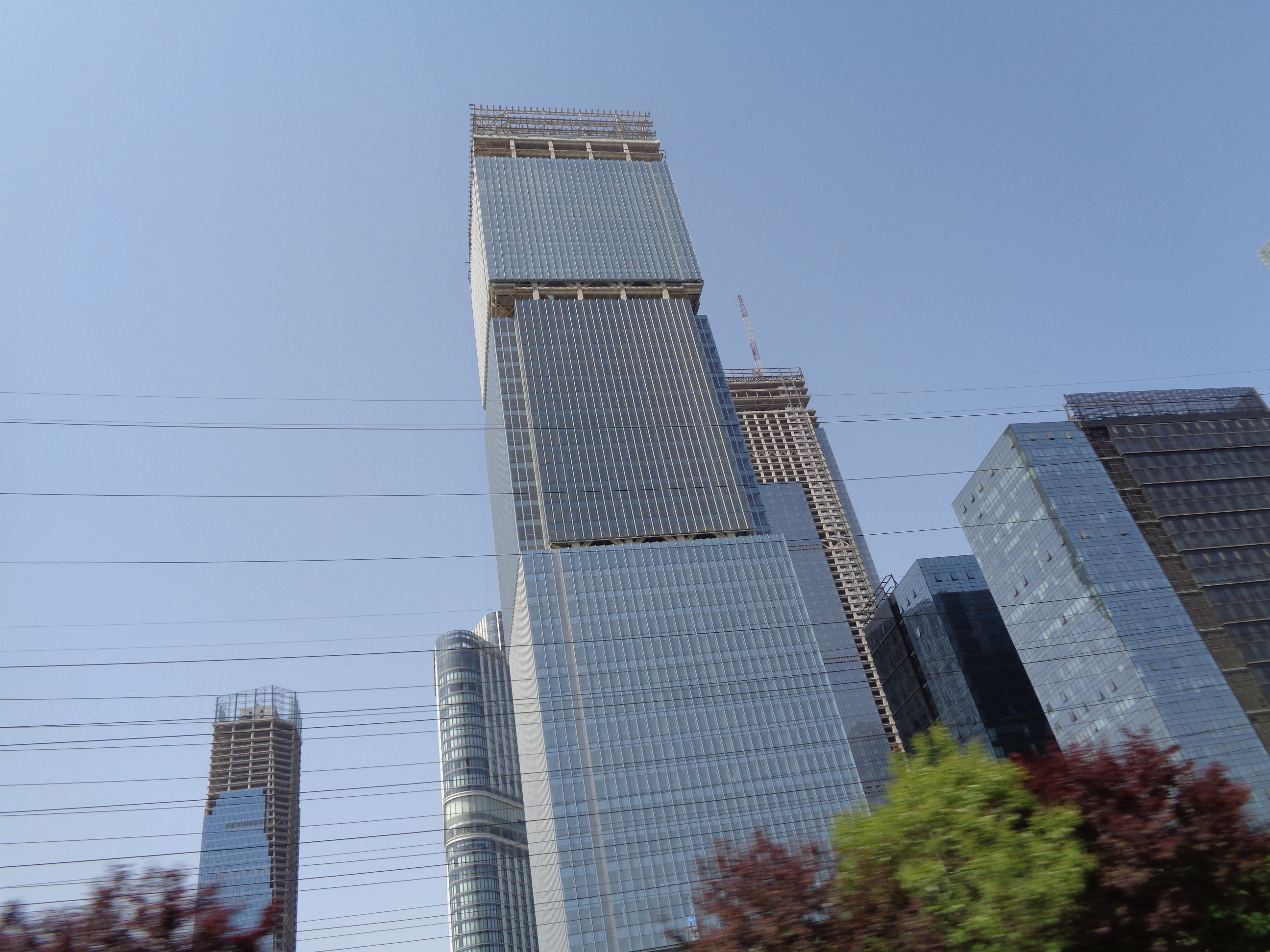
西安绕城高速望高新区
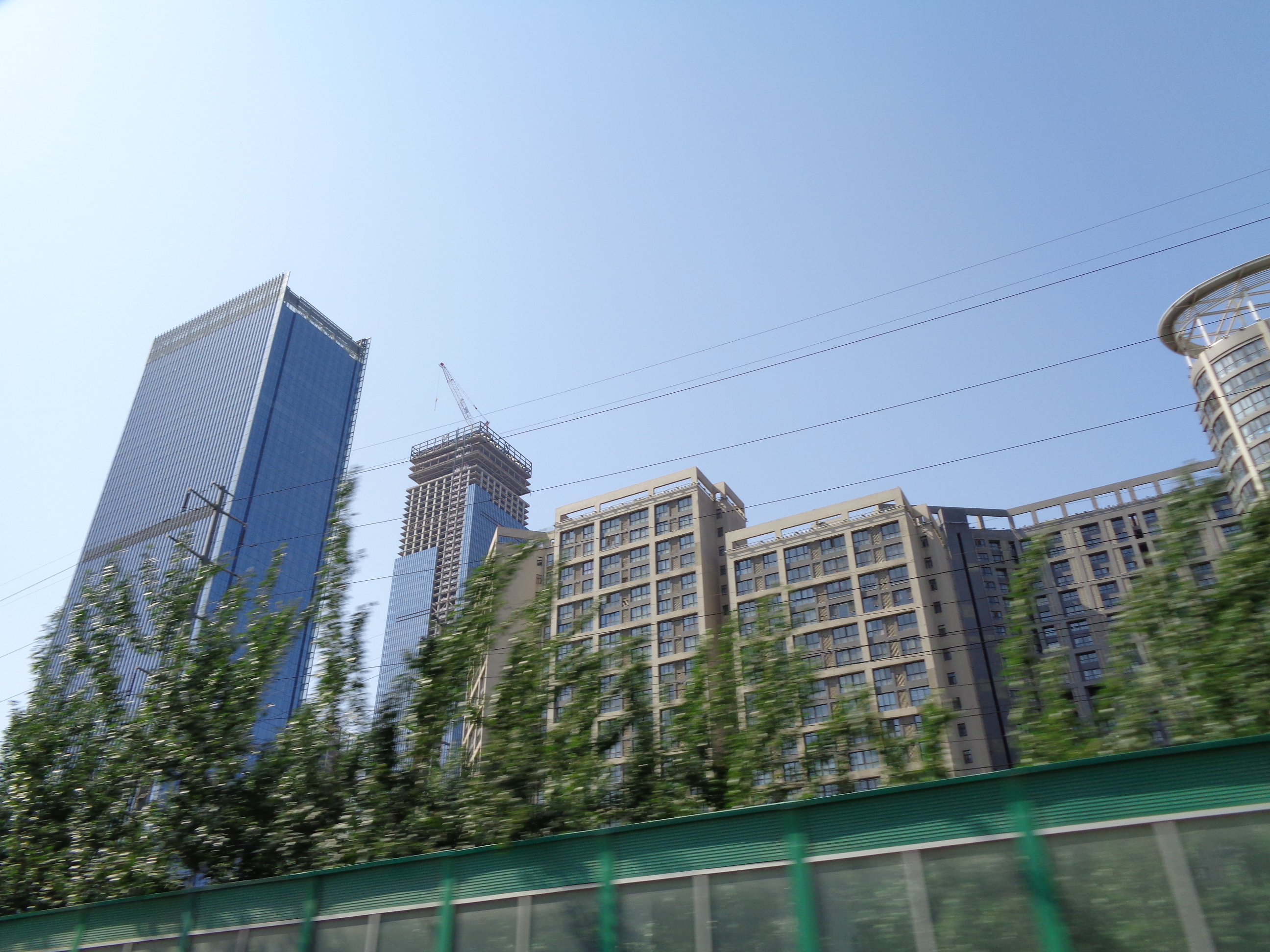
高新区
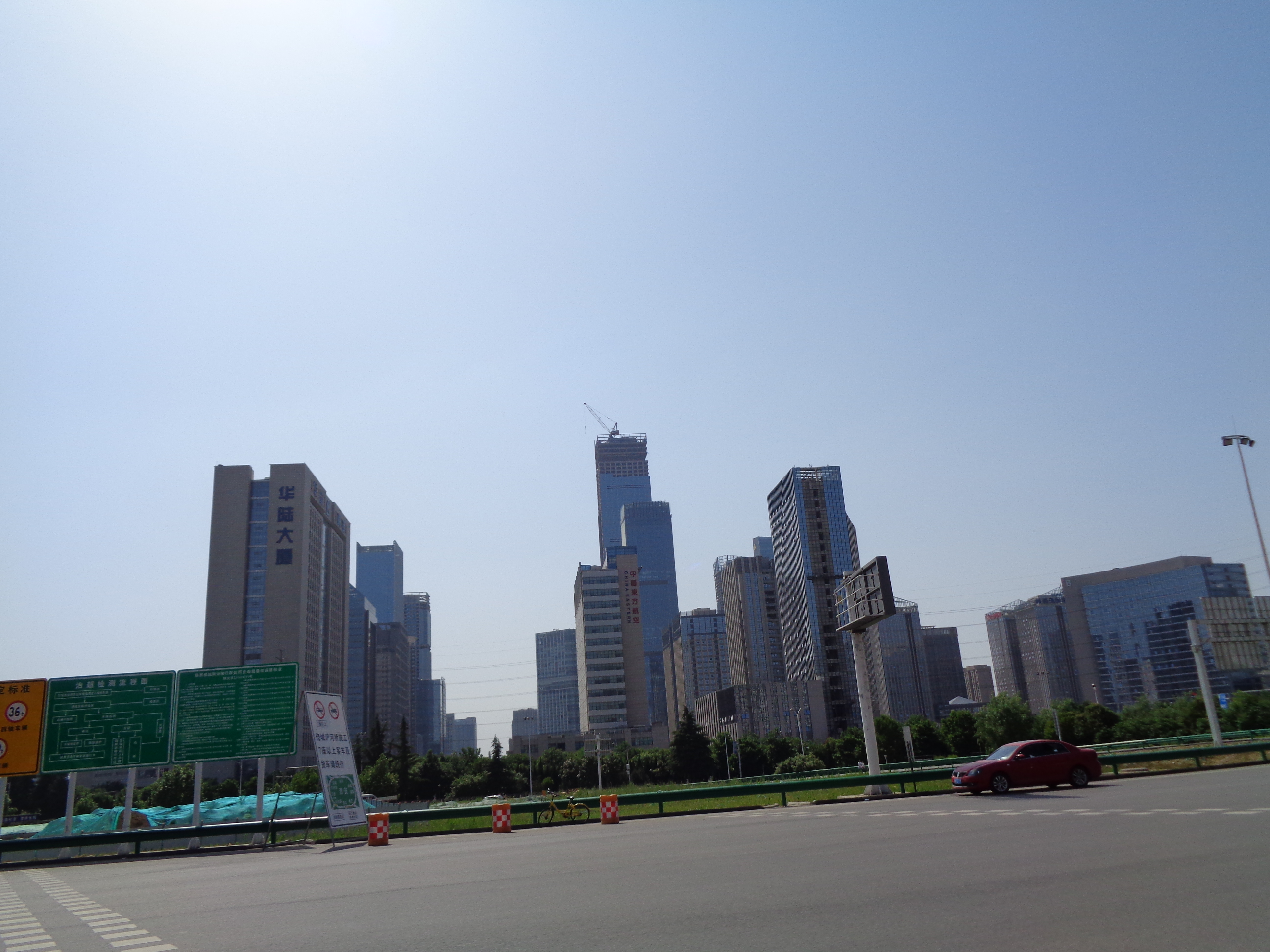
于高新区收费站看高新区
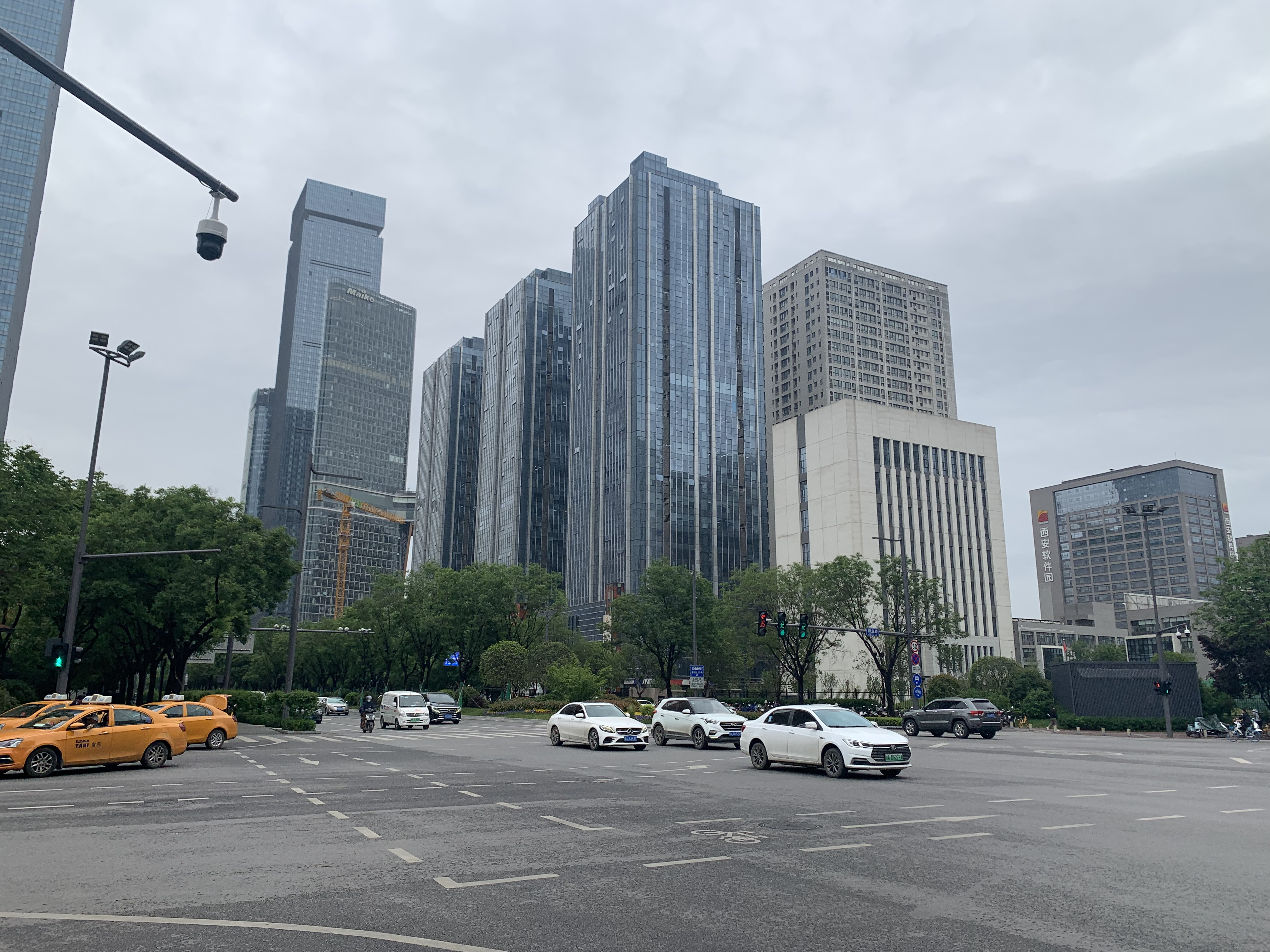
高新區高樓群